# Самвел Мелконян
Самвел Норайрович Мелконян (на арменски: Սամվել Նորայրի Մելքոնյան), роден на 15 март 1984 г. в Ереван, СССР, е арменски футболист, бивш национал на Армения, който играе като полузащитник за Улис.

## Кариера

### Спартак и Бананц Ереван
Самвел започва професионалната си кариера в „Спартак“ Ереван. Когато Спартак се слива с Бананц той е прехвърлен към новия отбор. Превръща се в един от най-добрите футболисти в отбора за последните няколко години. Мелконян е продаден на украинския клуб Металург (Донецк) през 2008 г., но след неуспешен престой там се завръща в Бананц на следващата година. В началото на 2011 г., Бананц анулирала договора му. Причината за отстраняване на играча от клуба е неизпълнението на задълженията си към клуба.

### Мика
След като е получава статут на свободен агент, Мелконян поддържа форма с ФК Улис. През летния трансферен прозорец има информация, че е подписал договор с иранския клуб „Мес Керман“. Въпреки това, по-късно става известно, че Мелконян преминава в Мика до края на сезона.

### Черноморец
Привлечен е през януари 2012 г. в Черноморец (Бургас) след пробен период.Дебютира неофициално на 18 януари 2012 г. в контролен мач срещу ФК Созопол (5:1) и отбелязва гол. Дебютира на 4 март срещу ЦСКА (2:0), като асистира за второто попадение. Напуска през юни 2012 г., след като договорът му изтича.

### Национален отбор
Самвел дебютира за Армения на 3 септември 2005 г. в евроквалификация срещу Холандия.

## Отличия
- Купа на Независимостта шампион с Бананц – 2007 г.

## Статистика по сезони[4]
| Сезон    | Отбор               | Първенство | Мачове | Голове |
| -------- | ------------------- | ---------- | ------ | ------ |
| 2012/пр. | Черноморец (Бургас) | А група    | 10     | 0      |